# Nomentana (Schiff)
Die Nomentana war ein 1980 in Dienst gestelltes Fährschiff der italienischen Reederei Tirrenia – Compagnia italiana di navigazione. Die 1987 und 1992 stark umgebaute Fähre blieb bis 2012 im Einsatz und wurde 2013 im indischen Alang abgewrackt.

## Geschichte
Die Nomentana entstand unter der Baunummer 4350 in der Werft von Italcantieri in Castellammare di Stabia und lief am 8. März 1979 vom Stapel. Nach ihrer Ablieferung an die Tirrenia – Compagnia italiana di navigazione am 26. Mai 1980 nahm sie im selben Monat den Liniendienst von Neapel nach Palermo sowie von Genua nach Porto Torres auf. Sie gehörte zu einer Baureihe von insgesamt sechs Einheiten, die als Strade-Romane-Klasse bezeichnet wurde. Ihre Schwesterschiffe waren die Domiziana (1979), Emilia (1979; 2024 abgewrackt), Aurelia (1980), Clodia (1980; 2013 abgewrackt) und Flaminia (1981; 2013 abgewrackt).
1987 bis 1988 wurde die Nomentana wie all ihre Schwesterschiffe von 136 auf knapp 148 Meter verlängert. Wenige Jahre später erfolgte 1992 ein weiterer, noch aufwändigerer Umbau, bei dem das Schiff zwei zusätzliche Decks mit 133 Kabinen erhielt und sich so optisch stark veränderte. Durch den Umbau wuchs neben der Tonnage des Schiffes auch die Kapazität der Passagiere von 728 auf 2.280 immens. Im Mai 1992 kehrte es in den Fährdienst zurück und bediente fortan vorwiegend die Strecke von Civitavecchia nach Sardinien, Korsika und Sizilien.
Von September 2003 bis Mai 2005 wurde die Nomentana langwierig bei Fincantieri modernisiert und umgebaut. Nach sieben weiteren Dienstjahren beendete das Schiff am 31. Juli 2012 seine Einsatzzeit bei Tirrenia nach insgesamt 32 Jahren und war anschließend in Trapani aufgelegt.
Nach mehreren Monaten Liegezeit wurde die Nomentana im März 2013 zum Abbruch verkauft, zu Überführungszwecken nach St. Kitts und Nevis umgeflaggt und ihr Name in Nomt abgekürzt. Am 30. März 2013 traf das Schiff bei den Abwrackwerften von Alang ein.